# Milan (nombre)
Milan es un nombre propio masculino de origen eslavo en su variante en español, derivado de los diminutivos de los nombres eslavos que contienen el lexema «Mil» (Мил), cuyo significado es querido, amado, lleno de gracia. Es más frecuente en los países de Europa Central y del Este, siendo la forma eslava del nombre de origen latino Amando.

## Variantes
- Femenino: Mila, Milena
- Diminutivos: Mijo, Milenko, Lan
- Relacionados: Milko, Milos, Milen, Amando

### Variantes en otros idiomas
| Español   | Milan        |
| Alemán    | Milan        |
| Búlgaro   | Милан, Милен |
| Catalán   | Milan        |
| Gallego   | Milan        |
| Húngaro   | Milán        |
| Inglés    | Milan        |
| Macedonio | Милан        |
| Polaco    | Milan        |
| Ruso      | Милан        |
| Serbio    | Милан        |
| Ucraniano | Мілан        |